# Championnats de Hongrie d'escrime 1926
Navigation
Édition précédente Édition suivante
Les championnats de Hongrie d'escrime 1926 ont lieu le 11 avril 1926 pour le fleuret et les 24 et 25 avril 1926 pour le sabre à Budapest. Ce sont les vingt-deuxièmes championnats d'escrime en Hongrie. Ils sont organisés par la MVSz.
Les championnats comportent deux épreuves, le fleuret masculin et le sabre masculin.

## Classements
| Épreuves          | Or                     | Argent                       | Bronze                       |
| ----------------- | ---------------------- | ---------------------------- | ---------------------------- |
| Fleuret           |                        |                              |                              |
| Hommes individuel | Ödön Tersztyánszky MAC | György Rozgonyi Vénfiúk VC   | József Rády MAC              |
| Sabre             |                        |                              |                              |
| Hommes individuel | József Rády MAC        | Attila Petschauer Nemzeti VC | Andor Kovács Tisza István VC |